# Sergej Nikolajevič Sergejev-Censkij
Sergej Nikolajevič Sergejev-Censkij (rusky Серге́й Никола́евич Серге́ев-Це́нский, 30. září greg. / 18. září jul. 1875, Preobraženskoje, Rusko – 3. prosinec 1958, Alušta, Sovětský svaz – dnes Ukrajina) byl ruský sovětský spisovatel, dramatik a básník.

## Život
Narodil se v rodině učitele (jeho otec byl účastníkem obrany Sevastopolu během Krymské války 1854–1855). V roce 1895 vystudoval učitelský ústav a pak léta učil v různých částech Ruska. Procestoval Kavkaz, Střední Asii a Sibiř. V roce 1905 se usadil na Krymu u Alušty. V období druhé světové války byl evakuován do Kujbyševa a Alma-Aty. V roce 1943 byl zvolen členem Akademie věd.

## Dílo
Před první světovou válkou, ovlivněn Leonidem Andrejevem, psal tragické depresivní povídky. Po roce 1917 se uchýlil k námětům z ruské historie a psal též o ruských spisovatelích (Lermontov, Gogol, Puškin). Jeho největší dílo Preobraženije Rossii (Přerod Ruska) je historická epopej o přerodu Ruska cestou sovětské revoluce, za kterou obdržel v roce 1942 Stalinovu cenu.

## Spisy (výběr)
- Ubijstvo (Vražda), povídka 1906
- Dviženija[1] (Vzněty), povídka 1910
- Lesnaja top (Lesní bažina) povídka 1910
- Medvěžonok (Medvídek) povídka pro děti 1913
- Babajev[1] 1908 román
- Pečal polej (Smutek polí) 1909, lyrická novela
- Mišel Lermontov, 1928-1933, román
- Sevastopolskaja strada[1] (česky pod názvem Sevastopolská epopej), 1939–1940
- Nevěsta Puškina (Puškinova nevěsta), 1934
- Poet i poetessa (Básník a básnířka), 1930 o Lermontovovi (na základě padělaných historických údajů)
- Gogoľ uchodit v noč (Gogol odchází do noci) 1934
- Preobraženije Rossii (Přerod Ruska) 1913-1958 – volný cyklus 15 románů a novel

### drama
- Poet i čerň (Básník a lůza), 1934, drama o Lermontovovi

### česky vyšlo
- Medvídek, povídka pro děti, přeložila Běla Holubová, Pokrok, 1914
- Smutek polí, přeložil Ladislav Ryšavý, KDA sv. 112-113B, Kamilla Neumannová, 1914
- Vražda, přeložil František Vever, spolu s povídkami dalších autorů, Josef R. Vilímek, 1914
- Vzněty, přeložil Ladislav Ryšavý, KDA sv. 149-150, Kamilla Neumannová, 1918
- Výbor povídek, přeložila M. Klímová, Jan Otto, 1920
- Nakloněná Helena, román, přeložil Emerich Čech, Českomoravské podniky tiskař. a vydav., 1927
- Lidské nitro a jiná romanetta, přeložil Emerich Čech, Českomoravské podniky tiskařské, 1928
- Puškinova nevěsta, přeložil Emerich Čech, Josef R. Vilímek, 1936
- Sevastopolská epopej, třídílný román z období Krymské války, přeložil Antonín Jánský, Naše vojsko, 1954
- Lvi a slunce, povídky, přeložil Libor Zapletal, Státní nakladatelství krásné literatury, hudby a umění, 1959
- Výkřiky do tmy, přeložila Květuše Nováková, Svoboda, 1977
- Smrt Lermontova, novela, přeložil Jaroslav Teichmann, Vyšehrad, 1989